# Charles Bianconi

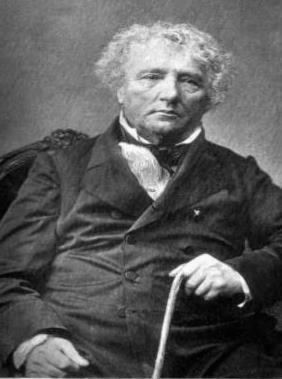
Charles Bianconi

Charles Bianconi (Tregolo, 24 september 1786 – 22 september 1875) is beroemd geworden om zijn vernieuwingen op het gebied van openbaar vervoer. Hij werd geboren in Italië, maar verhuisde in 1802 naar Ierland. Hij was tot twee keer toe de burgemeester van Clonmel in County Tipperary.
Hij was de oprichter van het openbaar vervoer in Ierland in een tijd voordat er treinen bestonden. Hij richtte een soort lijndienst op met paard-en-wagens op verschillende routes vanaf ongeveer 1815. Deze wagens stonden bekend als Bianconi coaches.
Deze dienst bleef bestaan tot na 1850, toen er ook spoorwegen werden opgericht. De Bianconi coaches bleven populair, en boden bijvoorbeeld verbindingen van en naar de verschillende stations, een van de eerste voorbeelden van een geïntegreerd transport systeem in Ierland.